# بيلي سميث (لاعب كرة قاعدة)
بيلي سميث (بالإنجليزية: Billy Smith)‏ هو لاعب كرة قاعدة أمريكي، ولد في 14 يناير 1930 في هاي بوينت في الولايات المتحدة.

## وصلات خارجية
- بيلي سميث على موقعبيزبول رفرنس.كوم (الدوري الثانوي) (الإنجليزية)